# Conus omaria
Espèce
Statut de conservation UICN

 LC  : Préoccupation mineure
Conus omaria est une espèce de mollusques gastéropodes marins de la famille des Conidae.
Comme toutes les espèces du genre Conus, ces escargots sont prédateurs et venimeux. Ils sont capables de « piquer » les humains et doivent donc être manipulés avec précaution, voire pas du tout.

## Description
La longueur de la coquille varie entre 33 mm et 86 mm. La couleur de la coquille varie du brun orangé à la couleur chocolat, couverte de minuscules taches blanches, et recouverte de plus grandes taches blanches triangulaires, formant parfois des bandes au niveau de l'épaule, du milieu et de la base. 

## Distribution
Cette espèce est présente dans l'océan Indien central et oriental au large d'Aldabra, de Madagascar, du bassin des Mascareignes et de Tanzanie. et de la Tanzanie ; au large des Philippines et de l'Australie (Territoire du Nord, Queensland, Australie occidentale).

### Niveau de risque d’extinction de l’espèce
Selon l'analyse de l'UICN réalisée en 2011 pour la définition du niveau de risque d'extinction, cette espèce est largement distribuée à travers l'Indo-Pacifique et est considérée comme commune à travers sa large distribution. Il n'y a pas de menaces majeures connues et son aire de répartition chevauche les AMP. Cette espèce est classée comme étant de préoccupation mineure.

## Taxonomie

### Publication originale
L'espèce Conus omaria a été décrite pour la première fois en 1792 par le conchyliologiste danois Christian Hee Hwass dans « Encyclopédie méthodique ou par ordre de matières Histoire naturelle des vers - volume 1 » écrite par le naturaliste français Jean-Guillaume Bruguière (1750-1798),.

### Synonymes
- Conus (Darioconus) omaria Hwass, 1792 · appellation alternative
- Conus convolutus G. B. Sowerby II, 1858 · non accepté
- Conus omaria  var. magoides Melvill, 1900 · non accepté
- Conus patonganus da Motta, 1982 · non accepté
- Conus sindon Reeve, 1844 · non accepté
- Conus viperinus Lauer, 1986 · non accepté
- Darioconus convolutus (G. B. Sowerby II, 1858) · non accepté
- Darioconus omaria (Hwass, 1792) · non accepté

### Sous-espèces
- Conus omaria var. magoides Melvill, 1900, accepté en tant que Conus omaria Hwass, 1792
- Conus omaria var. marmoricolor Melvill, 1900, accepté en tant que Conus episcopus Hwass, 1792